# 内閣府特命担当大臣（経済財政政策担当）
内閣府特命担当大臣（経済財政政策担当）（ないかくふとくめいたんとうだいじん けいざいざいせいせいさくたんとう、英語: Minister of State for Economic and Fiscal Policy）は、日本の国務大臣。内閣府特命担当大臣の一つ。経済財政政策担当大臣と通称される。内閣府設置法第3章第3節第2款第2目、日本銀行法第19条などでは経済財政政策担当大臣という表記がある。

## 概説
主に経済や財政に関する政策を担当する国務大臣である。通常国会において政府四演説の一つである経済演説を行う。また、経済財政諮問会議では議長の内閣総理大臣が欠席している場合は議長代理を務める。
鳩山由紀夫内閣、菅直人内閣、野田内閣においては経済財政諮問会議を廃止して、国家戦略室（野田内閣では国家戦略会議）へ機能を引き継ぐ方針であり、会議の廃止に伴い、担当大臣も廃止される予定であったが、第2次安倍内閣の発足で経済財政諮問会議が復活した。

## 歴代大臣
| 代                                      | 氏名                                 | 氏名                          | 内閣                                                                 | 在任期間                                                                | 備考 |
| 国務大臣 経済安定本部総務長官           | 国務大臣 経済安定本部総務長官        | 国務大臣 経済安定本部総務長官 | 国務大臣 経済安定本部総務長官                                        | 国務大臣 経済安定本部総務長官                                           | 国務大臣 経済安定本部総務長官 |
| --------------------------------------- | ------------------------------------ | ----------------------------- | -------------------------------------------------------------------- | ----------------------------------------------------------------------- | --- |
| 1                                       |                                      | 膳桂之助                      | 第1次吉田内閣                                                        | 1946年8月12日 - 1947年1月31日                                           | 物価庁長官兼任 |
| 2                                       |                                      | 石橋湛山                      | 第1次吉田内閣                                                        | 1947年1月31日 - 1947年3月20日                                           | 大蔵大臣、物価庁長官兼任 |
| 3                                       |                                      | 高瀬莊太郎                    | 第1次吉田内閣                                                        | 1947年3月20日 - 1947年5月2日                                            | 物価庁長官兼任 |
| 国務大臣 経済安定本部総務長官（総理庁） |                                      |                               |                                                                      |                                                                         | |
| 3                                       |                                      | 高瀬莊太郎                    | 第1次吉田内閣                                                        | 1947年5月3日 - 1947年5月24日                                            | 物価庁長官兼任 |
| 4                                       |                                      | 和田博雄                      | 片山内閣                                                             | 1947年6月1日 - 1948年3月10日                                            | 物価庁長官兼任 |
| 5                                       |                                      | 栗栖赳夫                      | 芦田内閣                                                             | 1948年3月10日 - 1948年10月2日                                           | 物価庁長官兼任 1948年8月1日以降は中央経済調査庁長官も兼任 |
| 事 取                                   |                                      | 芦田均                        | 芦田内閣                                                             | 1948年10月2日 - 1948年10月15日                                          | 内閣総理大臣が事務取扱 |
| 事 取                                   |                                      | 吉田茂                        | 第2次吉田内閣                                                        | 1948年10月15日 - 1948年10月19日                                         | 内閣総理大臣が事務取扱 |
| 6                                       |                                      | 泉山三六                      | 第2次吉田内閣                                                        | 1948年10月19日 - 1948年12月14日                                         | 大蔵大臣、中央経済調査庁長官、物価庁長官兼任 |
| 臨 代                                   |                                      | 周東英雄                      | 第2次吉田内閣                                                        | 1948年12月14日 - 1949年2月16日                                          | 農林大臣が臨時代理 |
| 7                                       |                                      | 青木孝義                      | 第3次吉田内閣                                                        | 1949年2月16日 - 1949年5月31日                                           | 物価庁長官、中央経済調査庁長官兼任 |
| 国務大臣 経済安定本部総務長官           |                                      |                               |                                                                      |                                                                         | |
| 7                                       |                                      | 青木孝義                      | 第3次吉田内閣                                                        | 1949年6月1日 - 1950年6月28日                                            | 物価庁長官、中央経済調査庁長官（1950年6月1日から経済調査庁長官）を自動的兼任 |
| 8                                       |                                      | 周東英雄                      | 第3次吉田第1次改造内閣 第3次吉田第2次改造内閣 第3次吉田第3次改造内閣 | 1950年6月28日 - 1952年7月31日                                           | 物価庁長官（1952年3月31日まで）、経済調査庁長官を自動的兼任 1951年6月7日以降は建設大臣（1951年7月4日まで）、北海道開発庁長官（1951年7月4日まで）、賠償庁長官（1951年12月26日まで）も兼任。 |
| 国務大臣 経済審議庁長官（総理府）       |                                      |                               |                                                                      |                                                                         | |
| 1                                       |                                      | 周東英雄                      | 第3次吉田第3次改造内閣                                               | 1952年8月1日 - 1952年9月2日                                             | |
| 2                                       |                                      | 山崎猛                        | 第3次吉田第3次改造内閣                                               | 1952年9月2日 - 1952年10月30日                                           | |
| 3                                       |                                      | 池田勇人                      | 第4次吉田内閣                                                        | 1952年10月30日 - 1952年11月29日                                         | 通商産業大臣兼任 |
| 4                                       |                                      | 小笠原三九郎                  | 第4次吉田内閣                                                        | 1952年11月29日 - 1953年3月3日                                           | 農林大臣（1952年12月5日まで）、通商産業大臣兼任 |
| 5                                       |                                      | 水田三喜男                    | 第4次吉田内閣                                                        | 1953年3月3日 - 1953年5月21日                                            | |
| 6                                       |                                      | 岡野清豪                      | 第5次吉田内閣                                                        | 1953年5月21日 - 1954年1月9日                                            | 通商産業大臣兼任 |
| 7                                       |                                      | 愛知揆一                      | 第5次吉田内閣                                                        | 1954年1月9日 - 1954年12月10日                                           | 通商産業大臣兼任 |
| 8                                       |                                      | 高碕達之助                    | 第1次鳩山一郎内閣                                                    | 1954年12月10日 - 1955年3月19日                                          | |
| 9                                       | 第2次鳩山一郎内閣                    | 高碕達之助                    | 1955年3月19日 - 1955年7月20日                                        |                                                                         | |
| 国務大臣 経済企画庁長官（総理府）       |                                      |                               |                                                                      |                                                                         | |
| 1                                       |                                      | 高碕達之助                    | 第2次鳩山一郎内閣                                                    | 1955年7月20日 - 1955年11月22日                                          | |
| 2                                       | 第3次鳩山一郎内閣                    | 高碕達之助                    | 1955年11月22日 - 1956年12月23日                                      |                                                                         | |
| 事 取                                   |                                      | 石橋湛山                      | 石橋内閣                                                             | 1956年12月23日                                                          | 内閣総理大臣が事務取扱 |
| 3                                       |                                      | 宇田耕一                      | 石橋内閣                                                             | 1956年12月23日 - 1957年2月25日                                          | 科学技術庁長官兼任 |
| 4                                       | 第1次岸内閣                          | 宇田耕一                      | 1957年2月25日 - 1957年7月10日                                        | 科学技術庁長官兼任                                                      | |
| 5                                       |                                      | 河野一郎                      | 第1次岸改造内閣                                                      | 1957年7月10日 - 1958年6月12日                                           | |
| 6                                       |                                      | 三木武夫                      | 第2次岸内閣                                                          | 1958年6月12日 - 1958年12月31日                                          | 科学技術庁長官兼任 |
| 事 代                                   |                                      | 高碕達之助                    | 第2次岸内閣                                                          | 1958年12月31日 - 1959年1月12日                                          | 通商産業大臣が事務代理 |
| 7                                       | 世耕弘一                             | 世耕弘一                      | 第2次岸内閣                                                          | 1959年1月12日 - 1959年6月18日                                           | |
| 8                                       | 菅野和太郎                           | 菅野和太郎                    | 第2次岸改造内閣                                                      | 1959年6月18日 - 1960年7月19日                                           | |
| 9                                       |                                      | 迫水久常                      | 第1次池田内閣                                                        | 1960年7月19日 - 1960年12月8日                                           | |
| 10                                      | 第2次池田内閣                        | 迫水久常                      | 1960年12月8日 - 1961年7月18日                                        |                                                                         | |
| 11                                      |                                      | 藤山愛一郎                    | 第2次池田第1次改造内閣                                               | 1961年7月18日 - 1962年7月6日                                            | |
| 事 取                                   |                                      | 池田勇人                      | 第2次池田第1次改造内閣                                               | 1962年7月6日 - 1962年7月18日                                            | 内閣総理大臣が事務取扱 |
| 12                                      |                                      | 宮澤喜一                      | 第2次池田第2次改造内閣 第2次池田第3次改造内閣                        | 1962年7月18日 - 1963年12月9日                                           | |
| 13                                      | 第3次池田内閣                        | 宮澤喜一                      | 1963年12月9日 - 1964年7月18日                                        |                                                                         | |
| 14                                      |                                      | 高橋衛                        | 第3次池田改造内閣                                                    | 1964年7月18日 - 1964年11月9日                                           | |
| 15                                      | 第1次佐藤内閣                        | 高橋衛                        | 1964年11月9日 - 1965年6月3日                                         |                                                                         | |
| 16                                      |                                      | 藤山愛一郎                    | 第1次佐藤第1次改造内閣                                               | 1965年6月3日 - 1966年8月1日                                             | |
| 16                                      | 第1次佐藤第2次改造内閣               | 藤山愛一郎                    | 1966年8月1日 - 1966年11月4日                                         |                                                                         | |
| 事 取                                   | 第1次佐藤第2次改造内閣               |                               | 佐藤榮作                                                             | 1966年11月4日 - 1966年12月3日                                           | 内閣総理大臣が事務取扱 |
| 17                                      |                                      | 宮澤喜一                      | 第1次佐藤第3次改造内閣                                               | 1966年12月3日 - 1967年2月17日                                           | |
| 18                                      | 第2次佐藤内閣 第2次佐藤第1次改造内閣 | 宮澤喜一                      | 1967年2月17日 - 1968年11月30日                                       |                                                                         | |
| 19                                      | 菅野和太郎                           | 菅野和太郎                    | 第2次佐藤第2次改造内閣                                               | 1968年11月30日 - 1970年1月14日                                          | |
| 20                                      |                                      | 佐藤一郎                      | 第3次佐藤内閣                                                        | 1970年1月14日 - 1971年7月5日                                            | |
| 21                                      |                                      | 木村俊夫                      | 第3次佐藤改造内閣                                                    | 1971年7月5日 - 1972年7月7日                                             | |
| 事 取                                   |                                      | 田中角榮                      | 第1次田中角榮内閣                                                    | 1972年7月7日 - 1972年7月12日                                            | 内閣総理大臣が事務取扱 |
| 22                                      |                                      | 有田喜一                      | 第1次田中角榮内閣                                                    | 1972年7月12日 - 1972年12月22日                                          | |
| 23                                      |                                      | 小坂善太郎                    | 第2次田中角榮内閣                                                    | 1972年12月22日 - 1973年11月25日                                         | |
| 24                                      |                                      | 内田常雄                      | 第2次田中角榮第1次改造内閣                                           | 1973年11月25日 - 1974年11月11日                                         | |
| 25                                      |                                      | 倉成正                        | 第2次田中角榮第2次改造内閣                                           | 1974年11月11日 - 1974年12月9日                                          | |
| 26                                      |                                      | 福田赳夫                      | 三木内閣                                                             | 1974年12月9日 - 1976年11月16日                                          | 副総理兼任 |
| 27                                      |                                      | 野田卯一                      | 三木改造内閣                                                         | 1976年11月16日 - 1976年12月14日                                         | |
| 28                                      |                                      | 倉成正                        | 福田赳夫内閣                                                         | 1976年12月14日 - 1977年11月28日                                         | |
| 29                                      |                                      | 宮澤喜一                      | 福田赳夫改造内閣                                                     | 1977年11月28日 - 1978年12月7日                                          | |
| 30                                      |                                      | 小坂徳三郎                    | 第1次大平内閣                                                        | 1978年12月7日 - 1979年11月9日                                           | |
| 31                                      |                                      | 正示啓次郎                    | 第2次大平内閣                                                        | 1979年11月9日 - 1980年7月17日                                           | |
| 32                                      |                                      | 河本敏夫                      | 鈴木善幸内閣                                                         | 1980年7月17日 - 1982年11月27日                                          | |
| 33                                      |                                      | 塩崎潤                        | 第1次中曽根内閣                                                      | 1982年11月27日 - 1983年12月27日                                         | |
| 34                                      |                                      | 河本敏夫                      | 第2次中曽根内閣                                                      | 1983年12月27日 - 1984年11月1日                                          | |
| 35                                      |                                      | 金子一平                      | 第2次中曽根第1次改造内閣                                             | 1984年11月1日 - 1985年12月28日                                          | |
| 36                                      |                                      | 平泉渉                        | 第2次中曽根第2次改造内閣                                             | 1985年12月28日 - 1986年7月22日                                          | |
| 37                                      |                                      | 近藤鉄雄                      | 第3次中曽根内閣                                                      | 1986年7月22日 - 1987年11月6日                                           | |
| 38                                      |                                      | 中尾栄一                      | 竹下内閣                                                             | 1987年11月6日 - 1988年12月27日                                          | |
| 39                                      |                                      | 原田憲                        | 竹下改造内閣                                                         | 1988年12月27日 - 1989年1月25日                                          | |
| 40                                      |                                      | 愛野興一郎                    | 竹下改造内閣                                                         | 1989年1月25日 - 1989年6月3日                                            | |
| 41                                      |                                      | 越智通雄                      | 宇野内閣                                                             | 1989年6月3日 - 1989年8月10日                                            | |
| 42                                      |                                      | 高原須美子                    | 第1次海部内閣                                                        | 1989年8月10日 - 1990年2月28日                                           | |
| 43                                      |                                      | 相澤英之                      | 第2次海部内閣                                                        | 1990年2月28日 - 1990年12月29日                                          | |
| 44                                      |                                      | 越智通雄                      | 第2次海部改造内閣                                                    | 1990年12月29日 - 1991年11月5日                                          | |
| 45                                      |                                      | 野田毅                        | 宮澤内閣                                                             | 1991年11月5日 - 1992年12月12日                                          | |
| 46                                      |                                      | 船田元                        | 宮澤改造内閣                                                         | 1992年12月12日 - 1993年6月18日                                          | |
| 事 取                                   |                                      | 宮澤喜一                      | 宮澤改造内閣                                                         | 1993年6月18日 - 1993年6月21日                                           | 内閣総理大臣が事務取扱 |
| 47                                      |                                      | 高鳥修                        | 宮澤改造内閣                                                         | 1993年6月21日 - 1993年8月9日                                            | |
| 48                                      |                                      | 久保田真苗                    | 細川内閣                                                             | 1993年8月9日 - 1994年4月28日                                            | |
| 事 取                                   |                                      | 羽田孜                        | 羽田内閣                                                             | 1994年4月28日                                                           | 内閣総理大臣が事務取扱 |
| 49                                      |                                      | 寺澤芳男                      | 羽田内閣                                                             | 1994年4月28日 - 1994年6月30日                                           | |
| 50                                      |                                      | 高村正彦                      | 村山内閣                                                             | 1994年6月30日 - 1995年8月8日                                            | |
| 51                                      |                                      | 宮崎勇                        | 村山改造内閣                                                         | 1995年8月8日-1996年1月11日                                              | 民間 |
| 52                                      |                                      | 田中秀征                      | 第1次橋本内閣                                                        | 1996年1月11日 - 1996年11月7日                                           | |
| 53                                      |                                      | 麻生太郎                      | 第2次橋本内閣                                                        | 1996年11月7日 - 1997年9月11日                                           | |
| 54                                      |                                      | 尾身幸次                      | 第2次橋本改造内閣                                                    | 1997年9月11日 - 1998年7月30日                                           | |
| 55                                      |                                      | 池口小太郎 （堺屋太一）       | 小渕内閣 小渕第1次改造内閣 小渕第2次改造内閣                         | 1998年7月29日 - 2000年4月5日                                            | 民間 |
| 56                                      | 第1次森内閣                          | 池口小太郎 （堺屋太一）       | 2000年4月5日 - 2000年7月4日                                          |                                                                         | 民間 |
| 57                                      | 第2次森内閣                          | 池口小太郎 （堺屋太一）       | 2000年7月4日 - 2000年12月5日                                         |                                                                         | 民間 |
| 58                                      |                                      | 額賀福志郎                    | 第2次森改造内閣 (中央省庁再編前)                                     | 2000年12月5日 - 2001年1月5日                                            | |
| 経済財政政策担当大臣                    |                                      |                               |                                                                      |                                                                         | |
| 1                                       |                                      | 額賀福志郎                    | 第2次森改造内閣 (中央省庁再編後)                                     | 2001年1月6日 - 2001年1月23日                                            | |
| 2                                       |                                      | 麻生太郎                      | 第2次森改造内閣 (中央省庁再編後)                                     | 2001年1月23日 - 2001年4月26日                                           | |
| 3                                       |                                      | 竹中平蔵                      | 第1次小泉内閣 第1次小泉第1次改造内閣                                 | 2001年4月26日 - 2003年9月22日                                           | 特命担当大臣として金融担当大臣兼任 国務大臣として新千年紀記念行事、情報通信技術（IT）担当兼務                                                                                              |
| 内閣府特命担当大臣（経済財政政策担当）  |                                      |                               |                                                                      |                                                                         | |
| 4                                       |                                      | 竹中平蔵                      | 第1次小泉第2次改造内閣                                               | 2003年9月22日 - 2003年11月19日                                          | 内閣府特命担当大臣として金融担当兼務 |
| 5                                       | 第2次小泉内閣 第2次小泉改造内閣      | 竹中平蔵                      | 2003年11月19日 - 2005年9月21日                                       |                                                                         | 内閣府特命担当大臣として金融担当兼務 |
| 6                                       | 第3次小泉内閣                        | 竹中平蔵                      | 2005年9月21日 - 2005年10月31日                                       |                                                                         | 内閣府特命担当大臣として金融担当兼務 |
| 7                                       |                                      | 与謝野馨                      | 第3次小泉改造内閣                                                    | 2005年10月31日 - 2006年9月26日                                          | 内閣府特命担当大臣として金融担当兼務 |
| 8                                       |                                      | 大田弘子                      | 第1次安倍内閣 第1次安倍改造内閣                                      | 2006年9月26日 - 2007年9月26日                                           | 民間 |
| 9                                       | 福田康夫内閣                         | 大田弘子                      | 2007年9月26日 - 2008年8月2日                                         |                                                                         | 民間 |
| 10                                      |                                      | 与謝野馨                      | 福田康夫改造内閣                                                     | 2008年8月2日 - 2008年9月24日                                            | 内閣府特命担当大臣として規制改革担当兼務 |
| 11                                      | 麻生内閣                             | 与謝野馨                      | 2008年9月24日 - 2009年7月2日                                         | 2009年2月17日以降は財務大臣兼任及び内閣府特命担当大臣として金融担当兼務 | |
| 12                                      | 麻生内閣                             |                               | 林芳正                                                               | 2009年7月2日 - 2009年9月16日                                            | |
| 13                                      |                                      | 菅直人                        | 鳩山由紀夫内閣                                                       | 2009年9月16日 - 2010年6月8日                                            | 副総理、国家戦略担当兼任 内閣府特命担当大臣として科学技術政策担当兼務 2010年1月7日以降は副総理及び財務大臣兼任                                                                             |
| 14                                      |                                      | 荒井聰                        | 菅直人内閣                                                           | 2010年6月8日 - 2010年9月17日                                            | 内閣府特命担当大臣として消費者及び食品安全担当兼務 |
| 15                                      |                                      | 海江田万里                    | 菅直人第1次改造内閣                                                  | 2010年9月17日 - 2011年1月14日                                           | 内閣府特命担当大臣として科学技術政策、宇宙開発担当兼務 |
| 16                                      |                                      | 与謝野馨                      | 菅直人第2次改造内閣                                                  | 2011年1月14日 - 2011年9月2日                                            | 内閣府特命担当大臣として少子化対策、男女共同参画 国務大臣として社会保障・税一体改革担当兼務                                                                                                |
| 17                                      |                                      | 古川元久                      | 野田内閣 野田第1次改造内閣 野田第2次改造内閣                         | 2011年9月2日 - 2012年10月1日                                            | 内閣府特命担当大臣として科学技術政策 国務大臣として国家戦略、社会保障・税一体改革、宇宙開発担当兼務                                                                                        |
| 18                                      |                                      | 前原誠司                      | 野田第3次改造内閣                                                    | 2012年10月1日 - 2012年12月26日                                          | 内閣府特命担当大臣として、科学技術政策、原子力行政、宇宙政策兼務 |
| 19                                      |                                      | 甘利明                        | 第2次安倍内閣 第2次安倍改造内閣                                      | 2012年12月26日 - 2014年12月24日                                         | 国務大臣として、経済再生担当、社会保障・税一体改革担当兼務 |
| 20                                      | 第3次安倍内閣 第3次安倍第1次改造内閣 | 甘利明                        | 2014年12月24日 - 2016年1月28日                                       |                                                                         | 国務大臣として、経済再生担当、社会保障・税一体改革担当兼務 |
| 21                                      |                                      | 石原伸晃                      | 第3次安倍第2次改造内閣                                               | 2016年1月28日 - 2017年8月3日                                            | 国務大臣として、経済再生担当、社会保障・税一体改革担当兼務 |
| 22                                      |                                      | 茂木敏充                      | 第3次安倍第3次改造内閣                                               | 2017年8月3日 - 2017年11月1日                                            | 国務大臣として、経済再生担当、人づくり革命担当、社会保障・税一体改革担当兼務 |
| 23                                      | 第4次安倍内閣 第4次安倍第1次改造内閣 | 茂木敏充                      | 2017年11月1日 - 2019年9月11日                                        |                                                                         | 国務大臣として、経済再生担当、人づくり革命担当、社会保障・税一体改革担当兼務 |
| 24                                      |                                      | 西村康稔                      | 第4次安倍第2次改造内閣                                               | 2019年9月11日 - 2020年9月16日                                           | 国務大臣として、経済再生担当、全世代型社会保障改革担当兼務 2020年3月6日以降は国務大臣として、経済再生担当、全世代型社会保障改革担当、新型コロナウイルス感染症対策担当兼務                  |
| 25                                      | 菅義偉内閣                           | 西村康稔                      | 2020年9月16日 - 2021年10月4日                                        |                                                                         | 国務大臣として、経済再生担当、全世代型社会保障改革担当兼務 2020年3月6日以降は国務大臣として、経済再生担当、全世代型社会保障改革担当、新型コロナウイルス感染症対策担当兼務                  |
| 26                                      |                                      | 山際大志郎                    | 第1次岸田内閣                                                        | 2021年10月4日 - 2021年11月10日                                          | 国務大臣として、経済再生担当、新しい資本主義担当、全世代型社会保障改革担当、新型コロナ対策・健康危機管理担当、スタートアップ担当兼務                                                       |
| 27                                      | 第2次岸田内閣                        | 山際大志郎                    | 2021年11月10日 - 2022年8月10日                                       |                                                                         | 国務大臣として、経済再生担当、新しい資本主義担当、全世代型社会保障改革担当、新型コロナ対策・健康危機管理担当、スタートアップ担当兼務                                                       |
| 27                                      | 第2次岸田第1次改造内閣               | 山際大志郎                    | 2022年8月10日 - 2022年10月24日                                       |                                                                         | 国務大臣として、経済再生担当、新しい資本主義担当、全世代型社会保障改革担当、新型コロナ対策・健康危機管理担当、スタートアップ担当兼務                                                       |
| 28                                      | 第2次岸田第1次改造内閣               |                               | 後藤茂之                                                             | 2022年10月25日 - 2023年9月13日                                          | 国務大臣として、経済再生担当、新しい資本主義担当、全世代型社会保障改革担当、新型コロナ対策・健康危機管理担当、スタートアップ担当兼務                                                       |
| 29                                      |                                      | 新藤義孝                      | 第2次岸田第2次改造内閣                                               | 2023年9月13日 - 2024年10月1日                                           | 国務大臣として、経済再生担当、新しい資本主義担当大臣、スタートアップ担当、感染症危機管理担当、全世代型社会保障改革担当兼務                                                                 |
| 30                                      |                                      | 赤沢亮正                      | 第1次石破内閣                                                        | 2024年10月1日 - 2024年11月11日                                          | 国務大臣として、経済再生担当、新しい資本主義担当、賃金向上担当、スタートアップ担当、全世代型社会保障改革担当大臣、感染症危機管理担当、防災庁設置準備担当兼務                               |
| 31                                      | 第2次石破内閣                        | 赤沢亮正                      | 2024年11月11日 - 現職                                                |                                                                         | 国務大臣として、経済再生担当、新しい資本主義担当、賃金向上担当、スタートアップ担当、全世代型社会保障改革担当大臣、感染症危機管理担当、防災庁設置準備担当兼務                               |

- 経済安定本部総務長官、物価庁長官、経済審議庁長官、経済企画庁長官を含む。
- 辞令のある再任は代として数え、辞令のない留任は数えない。
- 臨時代理、事務取扱、事務代理は空位の場合のみ記載し、海外出張などの一時不在代理は記載しない。この表ではそれぞれ「臨代」、「事取」、「事代」と略記。
- 太字は後に内閣総理大臣となった人物。
- 総理庁時代の経済安定本部総務長官の初代（1947年5月24日退任）と第2代（同年6月1日就任）の間には9日間の空位期間がある。事実上、経済安定本部総裁である内閣総理大臣が職務を包括（あるいは経済安定本部副長官が職務を代行）していたと考えられるが、正式な事務取扱の辞令は発出されなかったため空位となった（参考）。なお、物価庁長官職については同年5月27日付けで内閣総理大臣が自ら事務取扱となる旨の辞令を発出しており、空位期間は4日間にとどまっている。
- 経済安定本部総務長官は、物価庁長官、中央経済調査庁長官（1950年6月1日から経済調査庁長官）を常に兼任していたが、1949年5月31日までは、官制上は「国務大臣を充てる」とされていたため、個別に発令がされていた。これに対し1949年6月1日よりは設置法で「経済安定本部総務長官たる国務大臣を充てる」と規定されたため個別の発令はなくなった（上の表で自動兼務と表記）。
- 経済安定本部は1947年5月1日に、根拠規定が「経済安定本部令（昭和21年勅令第380号）」から「経済安定本部令（昭和22年勅令第193号）」へ移行しているためこの表の総務長官の在任も区別して表示するが、総務長官職は、官制の勅令の改正によるため「引き続き在職」する扱いとされ、高瀬莊太郎に対する同日付の新たな任命辞令は発出されなかった。さらに947年5月3日の総理庁の設置の際に、職員の身分が「内閣事務官」、「内閣技官」から「総理庁事務官」、「総理庁技官」になった。ただし経済安定本部が、総理庁の機関になっていない（総理庁官制に、そのような規定がないため）。
- 経済安定本部は1949年6月1日に「経済安定本部令（昭和22年勅令第193号）に基づく機関」から「経済安定本部設置法（昭和24年法律第164号）に基づく臨時の国家行政機関」へ移行しているためこの表の総務長官の在任も区別して表示するが、総務長官職は同法附則第4項に基づき「引き続き在職」する扱いとされ、青木孝義に対する同日付の新たな任命辞令は発出されなかった。
- 経済審議庁は前述のとおり1955年7月20日に経済企画庁へと改称したためこの表の長官の在任も区別して表示するが、この改称は経済審議庁設置法（昭和27年法律第263号）の廃止、新法制定でなく一部改正（題名改正を含む）で行われたため庁名とともに長官職名も自動的に改称したものとされ、高碕達之助に対する同日付の新たな任命辞令は発出されなかった。